# Бистра (Стропков)
Бистра (слч. Bystrá) насељено је мјесто са административним статусом сеоске општине (слч. obec) у округу Стропков, у Прешовском крају, Словачка Република.

## Становништво
| Година:    | 1994. | 2004.    | 2014.   | 2024.    |
| ---------- | ----- | -------- | ------- | -------- |
| Број људи: | 49    | 33       | 30      | 16       |
| Разлика:   |       | -32,65 % | -9,09 % | -46,66 % |

| Година:    | 2023. | 2024.    |
| ---------- | ----- | -------- |
| Број људи: | 14    | 16       |
| Разлика:   |       | +14,28 % |

Према подацима о броју становника из 2024. године насеље је имало 16 становника.